# The Very Best of Meat Loaf
The Very Best of Meat Loaf es un álbum recopilatorio publicado por el cantante estadounidense Meat Loaf el 24 de noviembre de 1998. Contiene reconocidas canciones de la primera etapa de la carrera del artista, además de tres canciones nuevas.

## Lista de canciones

### Disco 1
| N.º | Título                                             | Del álbum                                 | Duración |  |
| 1.  | «Home by Now/No Matter What»                       |                                           | 8:25     |  |
| 2.  | «Life Is a Lemon and I Want My Money Back» (remix) | Bat Out of Hell II: Back into Hell (1993) | 8:07     |  |
| 3.  | «You Took the Words Right Out of My Mouth»         | Bat Out of Hell (1977)                    | 5:04     |  |
| 4.  | «Two Out of Three Ain't Bad»                       | Bat Out of Hell (1977)                    | 5:23     |  |
| 5.  | «Modern Girl»                                      | Bad Attitude (1984)                       | 4:28     |  |
| 6.  | «Rock and Roll Dreams Come Through»                | Bat Out of Hell II: Back into Hell (1993) | 5:50     |  |
| 7.  | «Is Nothing Sacred»                                |                                           | 6:37     |  |
| 8.  | «Paradise by the Dashboard Light»                  | Bat Out of Hell (1977)                    | 8:26     |  |
| 9.  | «Heaven Can Wait»                                  | Bat Out of Hell (1977)                    | 4:49     |  |

### Disco 2
| N.º | Título                                                            | Del álbum                                 | Duración |  |
| 1.  | «I'd Do Anything for Love (But I Won't Do That)»                  | Bat Out of Hell II: Back into Hell (1993) | 11:58    |  |
| 2.  | «A Kiss Is a Terrible Thing to Waste»                             | Whistle Down the Wind (1996)              | 7:36     |  |
| 3.  | «I'd Lie for You (And That's the Truth)»                          | Welcome to the Neighborhood (1995)        | 6:27     |  |
| 4.  | «Not a Dry Eye in the House»                                      | Welcome to the Neighborhood (1995)        | 5:55     |  |
| 5.  | «Nocturnal Pleasure»                                              | Dead Ringer (1981)                        | 0:37     |  |
| 6.  | «Dead Ringer for Love»                                            | Dead Ringer (1981)                        | 4:20     |  |
| 7.  | «Midnight at the Lost and Found»                                  | Midnight at the Lost and Found (1983)     | 3:31     |  |
| 8.  | «Objects in the Rear View Mirror May Appear Closer Than They Are» | Bat Out of Hell II: Back into Hell (1993) | 9:45     |  |
| 9.  | «Bat Out of Hell»                                                 | Bat Out of Hell (1977)                    | 9:48     |  |